# ロバート・バルフォア (第5代バーリーのバルフォア卿)
第5代バーリーのバルフォア卿ロバート・バルフォア（英: Robert Balfour, 5th Lord Balfour of Burleigh、1757年3月20日埋葬）は、スコットランド貴族。姉妹のガヴァネスが好きになったが、グランドツアーから戻ってきた後に彼女が結婚したと知るとその夫を殺害し、有罪判決を受けたことで潜伏を余儀なくされた。爵位継承から2年後に1715年ジャコバイト蜂起に加担したことで私権剥奪され、爵位と地所を失った。

## 生涯
第4代バーリーのバルフォア卿ロバート・バルフォアと妻マーガレット（1658年10月28日 – ?、初代メルヴィル伯爵ジョージ・メルヴィルの娘）の息子として生まれた。
若い頃に姉妹のガヴァネスであるロバートソン氏が好きになったが、ロバートソンの身分はバルフォアより遥かに低かった。そのため、バルフォアの家族はロバートソンを解雇し、バルフォアがロバートソンを忘れられるよう彼をグランドツアーに送り出した。
バルフォアは出発する前にロバートソンに会い、自身の不在中に結婚した場合は夫を殺すと脅した。ロバートソンはファイフのインヴァキーシングで校長をしているヘンリー・ステンハウス（Henry Stenhouse）にこの出来事を告げたのち、ステンハウスと結婚した。
バルフォアは1707年に帰国すると、すぐにロバートソンの行方を探った。彼女が結婚した事を知ると、1707年4月9日に侍従2名とともに乗馬してインヴァキーシングの学校に向かい、ステンハウスを呼び出して、彼の肩を銃撃した。その後、3人は知らぬ顔でキンロスの近くにあるバルフォア家の居城バーリー城に戻った。ステンハウスは4月21日に死亡した。
バルフォアは逮捕され、1709年8月4日にスコットランド最高法院で裁判にかけられたのち11月29日に有罪判決を受け、1710年1月6日に斬首刑に処される予定となった。しかし処刑の数日前、顔の似ている姉妹と服を入れ替えて逃亡することに成功、以降バーリー周辺に潜伏した。
1713年7月に父が死去すると、バーリーのバルフォア卿位を継承した。
1714年5月29日にロッホメイベンで行われたジャコバイト会合に出席し、さらに1715年ジャコバイト蜂起でジャコバイト側について参戦し、1716年6月30日までに出頭しなかったことで、1715年11月13日に遡って私権剥奪された。これにより爵位と年収697ポンドの地所を失った。
生涯未婚のまま死去し、1757年3月20日にエディンバラのグレイフライアーズ教会墓地に埋葬された。死後、爵位の請求権は姉妹マーガレット（1769年3月12日に生涯未婚のまま没）とメアリー（1758年11月7日没、アレグザンダー・ブルースと結婚）に移り、メアリーの玄孫アレグザンダー・ヒュー・ブルースの代になって私権剥奪が取り消されたことで爵位が復活した。